# Bloomfield Township (Minnesota)
Bloomfield Township is een township in Fillmore County, Minnesota, Verenigde Staten. Volgens de volkstelling van 2000 telde het 414 inwoners.

## Geografie
Het township heeft een oppervlakte van 92,5 km², waarvan 0,1 km² bestaat uit oppervlaktewater. Het ligt op een hoogte van 394 meter boven de zeespiegel.